# Quintus Valerius Falto
Pour les articles homonymes, voir Valerius Falto.
Quintus Valerius Falto est un homme politique et un général de la République romaine durant et après la première guerre punique. Il est le frère de Publius Valerius Falto (consul en 238 av. J.-C.).

## Biographie
En 242 av. J.-C., il est préteur, tandis que le consul Aulus Postumius Albinus qui est flamine de Mars se voit interdire par le pontifex maximus de quitter la ville de Rome en raison de ses devoirs religieux. Valerius Falto, qui détient aussi un imperium a le droit de commandement militaire, remplace ce consul et accompagne l'autre consul Caius Lutatius Catulus pour mener la guerre en Sicile. Avec une flotte nouvellement construite, ils investissent par mer et par terre Drépane, une des dernières places fortes carthaginoises qui résiste depuis près de dix ans. Lutatius est gravement blessé lors du siège, Valerius Falto assume alors le commandement de l'armée.
En mars 241 av. J.-C., il bat aux îles Égates la flotte de ravitaillement et de renfort des Carthaginois, victoire qui met fin à la première guerre punique.
En octobre 241 av. J.-C. à Rome, Valérius conteste à Lutatius Catulus le droit de recevoir les honneurs du triomphe. Valérius revendique le triomphe pour avoir dirigé personnellement la bataille tandis que Catulus, blessé, était alité. Choisi comme arbitre, l'ancien consul Aulus Atilius Calatinus accorde le triomphe à Lutatius, dans la mesure où le consul à la responsabilité supérieure du commandement et des augures sur le préteur.
Néanmoins, Valérius se voit accorder par le peuple le triomphe le 6 octobre 241 av. J.-C., deux jours après celui de Lutatius.
En 239 av. J.-C., il est consul.